# Érico XIV da Suécia
Érico XIV (Estocolmo, 1533 – Örbyhus, 1577) – conhecido em sueco como Erik XIV – foi o rei da Suécia de 1560 até ser deposto em 1568 por seu meio-irmão João III, por motivo de insanidade mental. Era o filho mais velho do rei Gustavo I e sua primeira esposa Catarina de Saxe-Lauemburgo. O seu reinado ficou marcado por conflitos com os seus irmãos e com a nobreza sueca. A sua política externa expansiva conduziu à guerra com a Dinamarca.

## Vida
Era o filho mais velho do rei Gustavo I e sua primeira esposa Catarina de Saxe-Lauemburgo.
O seu reinado ficou marcado por conflitos com os seus irmãos e com a nobreza sueca. A sua política externa expansiva conduziu à guerra com a Dinamarca.
Foi o primeiro rei da Suécia, que recebeu uma educação e formação para ser um monarca forte, culto e cheio de auto-confiança. Apesar de ter sido considerado inteligente, habilidoso artisticamente e ambicioso politicamente, no início de seu reinado mostrou sinais de feitio colérico e instabilidade mental, uma condição que acabou por virar insanidade. Alguns acadêmicos sugerem que a doença começou pouco depois de ascender ao trono, enquanto outros acreditam que foi apenas depois de ter cometido o Assassinato dos Sture.
Devido ao seu desejo intenso de centralizar o poder real, entrou em conflito com a alta nobreza do país, assim como com os seus meio-irmãos João e Carlos. Nessa situação tensa, envolveu-se em conflitos militares no estrangeiro. Em 1561, atacou e conquistou a Estónia. Em 1563, levou a Suécia à Guerra Nórdica dos Sete Anos, contra a Dinamarca e a Polónia. Em 1567, casou com a sua amante, a comum Catarina Månsdotter. Ainda no mesmo ano, assassinou por mão própria, à punhalada, o nobre Nils Sture.
Acabou por ser deposto em 1568. Esteve encarcerado em vários castelos da Suécia e da Finlândia, tendo finalmente morrido no Palácio de Örbyhus, provavelmente assassinado. Um exame de seus restos mortais em 1958 confirmou que ele morreu por envenenamento por arsênio.